# De Peperklip

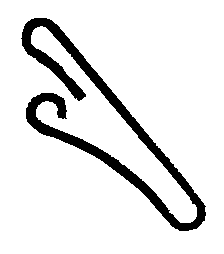
Vorm van bovenaf

De Peperklip is een woongebouw aan de Rosestraat in de wijk Feijenoord in Rotterdam. Het is in opdracht van het Gemeentelijke Woningbedrijf Rotterdam gebouwd, de totale projectkosten bedroegen 45 miljoen euro. De oplevering vond plaats in 1982. Het gebouw werd bekroond met de Betonprijs 1983 in de categorie Wonen. Woningbouwcorporatie Hef Wonen is de beheerder.

## Ontwerp
Van bovenaf gezien heeft het bouwwerk de vorm van een opengebogen paperclip. Het bouwwerk, bedoeld als sociale woningbouw en in 1979 ontworpen door Carel Weeber, bestaat uit 549 woningen en is aan de ronde uiteinden acht etages hoog. Hier vindt men de galerijontsluiting. In het middengedeelte is het vier lagen hoog. Hier is gekozen voor portiekontsluiting. De gevels bestaan uit geïsoleerde betonnen prefabelementen bekleed met tegels in de kleuren wit, grijs, rood, lichtblauw en okergeel. De appartementen tellen 2, 3, 4, of 5 kamers. Er waren oorspronkelijk zeven onderdoorgangen naar het binnenterrein, hiervan zijn er 1994 bij een renovatie enkele dichtgemaakt.

## Woongenot
In de Peperklip is veel overlast geweest: de vorm van het gebouw zorgt voor geluidsoverlast en in het gebouw zijn veel kansarmen gehuisvest. Na twintig jaar overlast heeft Vestia een nieuwe aanpak gekozen waarbij niet het gebouw, maar de bewoners centraal stonden. Dit beleid, waaronder het inbraakveilig maken, probleemhuurders uit huis zetten en het vervangen van keukens, badkamers en cv's lijkt zijn vruchten af te werpen. Rond het 25-jarig jubileum in augustus 2007 waren, volgens onderzoek, 74% van de bewoners trots om in de Peperklip te wonen.

## Landmark
Er werd wel gezegd dat het gebouw het tweede duidelijke markeerpunt van de stad was - na het Feyenoordstadion dat voor treinreizigers vanuit zuidelijke richting aangaf dat de stad Rotterdam bereikt was. Sinds de komst van de spoortunnel is dit overigens verleden tijd.
De Peperklip werd opgeleverd voordat Bram Peper burgemeester van Rotterdam werd, en de naam Peperklip, die naar de vorm van het gebouw verwijst, werd al vanaf het begin van het project door de architect Weeber gebruikt. Peper had niets met het ontstaan van de Peperklip te maken.

## Afbeeldingen

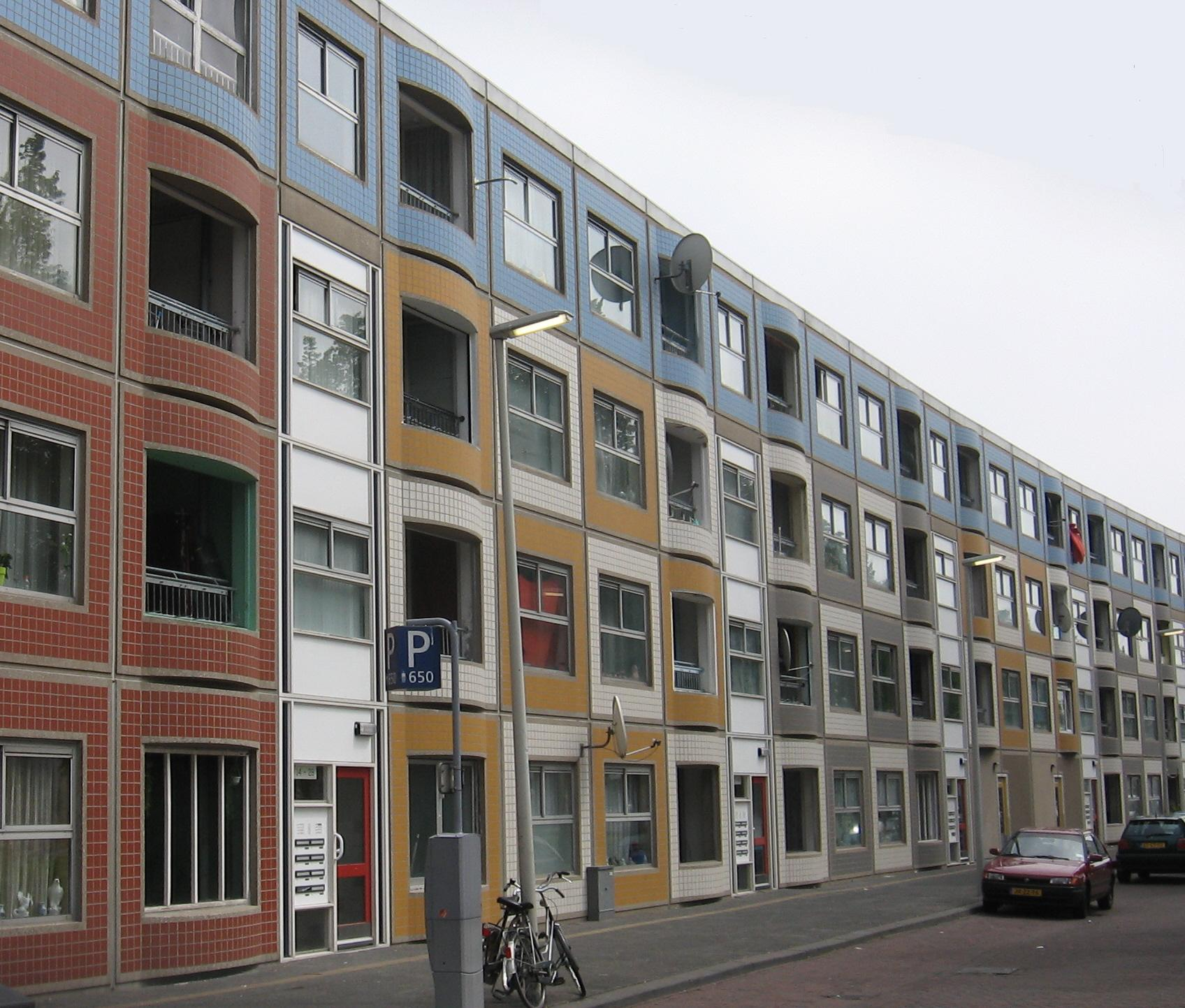
Zijaanzicht
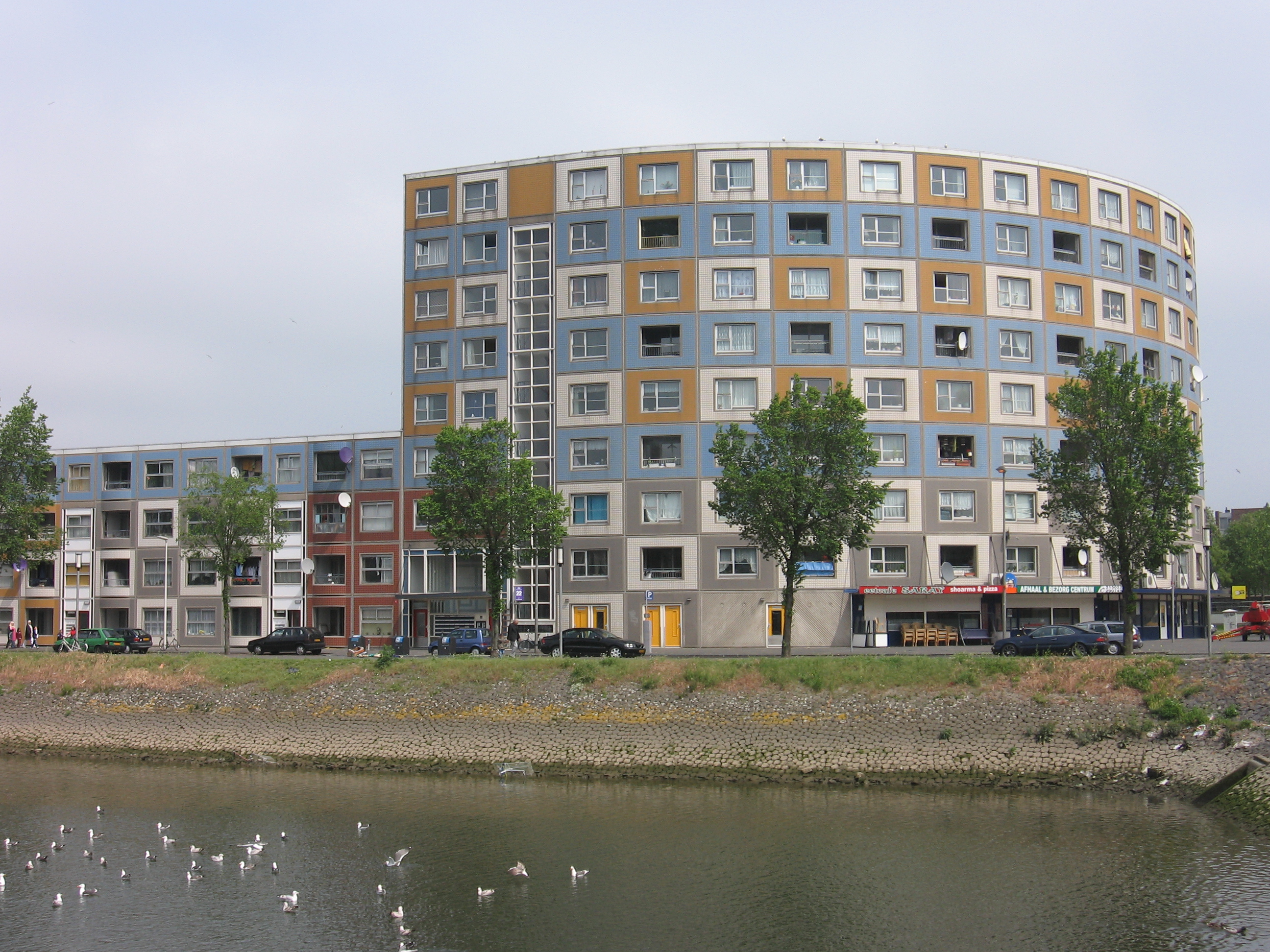
'Scharnierpunt' zuid
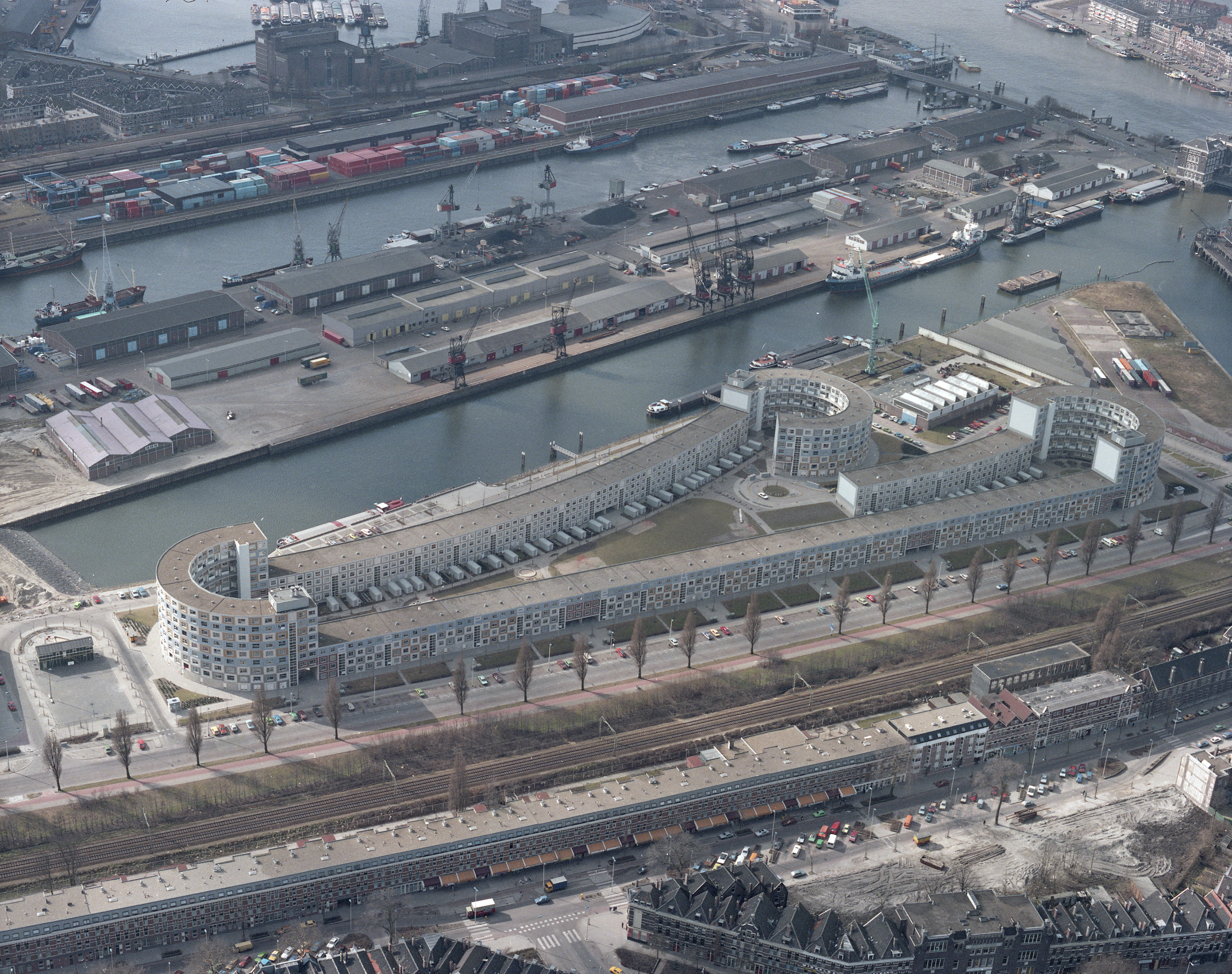
Luchtfoto 1985

## Bekende (oud-)bewoners
- Lutsharel Geertruida
- Antoni Milambo
- Crysencio Summerville
- Shiloh 't Zand